# 98 Degrees

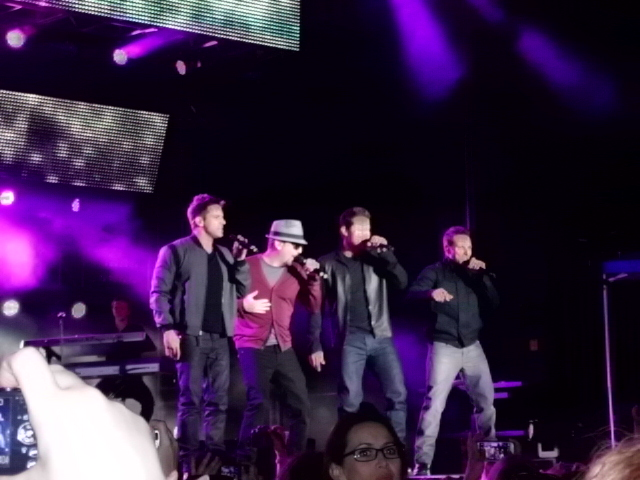
98 Degrees

98 Degrees was een Amerikaanse boyband die bestond uit vier mannen: de broers Nick Lachey en Drew Lachey en de vrienden Justin Jeffre en Jeff Timmons. Alle leden van de jongensgroep kwamen uit Ohio.

## Geschiedenis
98 Degrees brak in Amerika door met Invisible Man. De single behaalde de 12de plaats in de Billboard Hot 100. Hun eerste album 98 Degrees werd goud.
De groep had zijn grootste succes met de soundtracksingle True to Your Heart, een duet met Stevie Wonder. Hiermee brak 98 Degrees wereldwijd door. Het album 98 Degrees and Rising werd vele keren platina en ze werden genomineerd voor "Best American boy band" bij de Grammy Awards.
In 2002 bracht 98 Degrees een album met hoogtepunten uit met al hun hits erop. Alle leden van de band gingen hierna hun eigen weg. De groep verkocht meer dan 10 miljoen cd's en bracht in totaal 12 singles uit.

## Discografie

### Albums
- 1997 - 98 Degrees
- 1998 - 98 Degrees & Rising
- 1999 - This Christmas
- 2000 - Revelation
- 2002 - The 98 Degrees Collection

### Singles
- 1997 - Invisible Man
- 1998 - Was It Something I Didn't Say
- 1998 - True to Your Heart
- 1999 - Because of You
- 1999 - I Do (Cherish You)
- 1999 - The Hardest Thing
- 1999 - This Gift
- 2000 - Thank God I Found You
- 2000 - Give Me Just One Night (Una Noche)
- 2000 - My Everything
- 2001 - The Way You Want Me To
- 2002 - Why (Are We Still Friends)